# Torre di Albidona
La Torre di Albidona è una torre costiera di avvistamento nelle vicinanze della omonima città e risalente al sedicesimo secolo. Fu fatta costruire dal viceré spagnolo don Pedro De Toledo al fine di prevenire le incursioni saracene. È collocata su una collinetta prospiciente la costa, nell'appendice litoranea del territorio di Albidona, posto più a monte, che le garantisce la visuale sul mar Ionio, sul golfo di Taranto e sul golfo di Corigliano.

## Struttura
La torre ha una forma cilindrica nella parte alta, mentre la base ha forma tronco-conica, con un diametro di circa 9 metri ed un'altezza di circa 12 metri; è costruita con pietre locali e le pareti sono spesse circa 2 metri.
È costruita con pietre locali, non squadrate, in quanto perlopiù raccolte in prossimità di correnti d'acqua (come il greto dei torrenti o la riva del mare), adese con un impasto di calce.
Le tecniche di costruzione sono molto simili a quelle adottate nel Salento per i trulli: la struttura veniva elevata senza l'ausilio di impalcature o telai, ma soltanto predisponendo una massa di terra e ciottoli, attorno alla quale veniva costruito il muro circolare, alquanto spesso (circa 2 metri), che sulla sommità veniva chiuso a cupola. A quel punto si disponeva la costruzione di un ulteriore muro, riempiendo la sommità con pietre atte a contenere la volta sottostante, ripetendo nuovamente l'operazione per la seconda volta e per la terrazza, per poi svuotare l'interno del materiale predisposto in origine.
Inoltre, la torre è dotata di una particolare struttura di mantenimento della temperatura, grazie alla presenza di piccole camere d'aria negli interstizi fra un ciottolo e l'altro, che trattengono sia il calore che il freddo.
Essa non era accessibile dal vano terreno, ma soltanto dal piano superiore (la zona di avvistamento), tramite una botola, e poi dall'apertura a cui era connesso il ponte levatoio. Nel secondo livello (a cui si accedeva tramite una piccola apertura) ancora oggi è visibile un gancio pendente dal soffitto, la cui funziona è sconosciuta (si presume associato a una carrucola). Sulla sommità, presenta la tipica merlatura delle fortificazioni medievali: i merli sono provvisti di larghe carditoie, tramite le quali era verosimilmente possibile lanciare dardi, proiettili o olio bollente.

### Stato attuale
La torre è giunta ad oggi quasi intatta, ad eccezione della scala e del ponte levatoio, ricostruiti solo negli anni '80. Tale conservazione è stata anche favorita dall'opera di interramento naturale che l'altura, prospiciente il mare, su cui è posta ha subito nel corso dei secoli. Il mancato contatto con l'acqua salmastra ha pertanto evitato che la struttura potesse subire fenomeni di corrosione e levigazione, come accaduto con molte altre torri costiere dello stesso litorale (come la vicina Torre Spaccata di Amendolara).
Oggi, gli interni sono stati arredati dalla famiglia proprietaria, che ne consente la visita a richiesta. Il primo livello della costruzione è usato per cucina, il secondo a soggiorno. La comunicazione tra i piani interni è favorita dalla presenza di una scala a chiocciola e una botola molto suggestive.
La torre appartiene a privati e ospita una biblioteca che comprende un archivio storico e letterario; custodisce numerosi volumi sulla Calabria e l'Alto Jonio e una cartografia dell’Italia antica.

## Storia

### Costruzione
La Torre di Albidona fu costruita dal viceré spagnolo don Pedro De Toledo, marchese di Villafranca, con il sostegno del primo marchese di Cerchiara, Fabrizio Pignatelli. Essa apparteneva a un sistema di torri di difesa, installate in quel periodo a 6000 passi di distanza l'una dall'altra.

Gustavo Valente la descrive così:
Fa lo stesso Emilio Barillaro, che la definisce così:

### Denominazioni storiche
Nel corso del tempo la Torre ha assunto varie denominazioni:
- nel 1568 era chiamata Torre dei Monaci, in quanto appartenuta a lungo ai monaci basiliani, che si erano stabiliti nella località Càfaro, oppure perché nell'altura limitrofa, ancora oggi chiamata Timpone della Madonna, sorgeva qualche eremo[3];
- nel 1792 era chiamata Torre di Alvidonia, quando fu adoperata per l'ordinamento doganale, ed era in possesso del Duca di Campochiaro, che deteneva anche il potere del paese;
- nel 1938 divenne la Torre Marina e passò alla famiglia Chidichimo, che ancora ne è proprietaria.

Oggi è conosciuta più semplicemente come Torre di Albidona, in quanto ricadente all'interno del territorio del comune dell'Alto Ionio Cosentino.

### Funzioni e presidi
Le torri si dividevano in cavallare e di difesa. Le torri cavallare erano affidate a un torriere, il quale si serviva di particolari addetti, chiamati per l'appunto cavallari, che si muovevano a cavallo da una torre all'altra, per fornire l'avvertimento riguardo ad eventuali necessità di difesa dalle incursioni. I torrieri e i cavallari erano nominati dall’amministrazione comunale, pertanto quelli della Torre di Albidona furono solitamente di origine albidonese.
Ad oggi ci pervengono i nomi di diversi torrieri:
- nel 1601 era presidiata da una piccola guarnigione militare, guidata dal capitano Moyse Paladino, forse di Albidona;
- nel 1668-69 era presidiata dal capitano Francesco d'Aurelio, anch'egli forse albidonese;
- un altro torriere fu Francesco Naso;
- nella seconda metà del Settecento la torre era custodita da due cavallari invalidi, retribuiti dal popolo albidonese di ben 35 carlini al mese, una spesa molto gravosa per l'economia di Albidona a quel tempo;
- dal 1825-26 al 1853 fu cavallaro Pasquale Oriolo fu Matteo, di Albidona.[16]

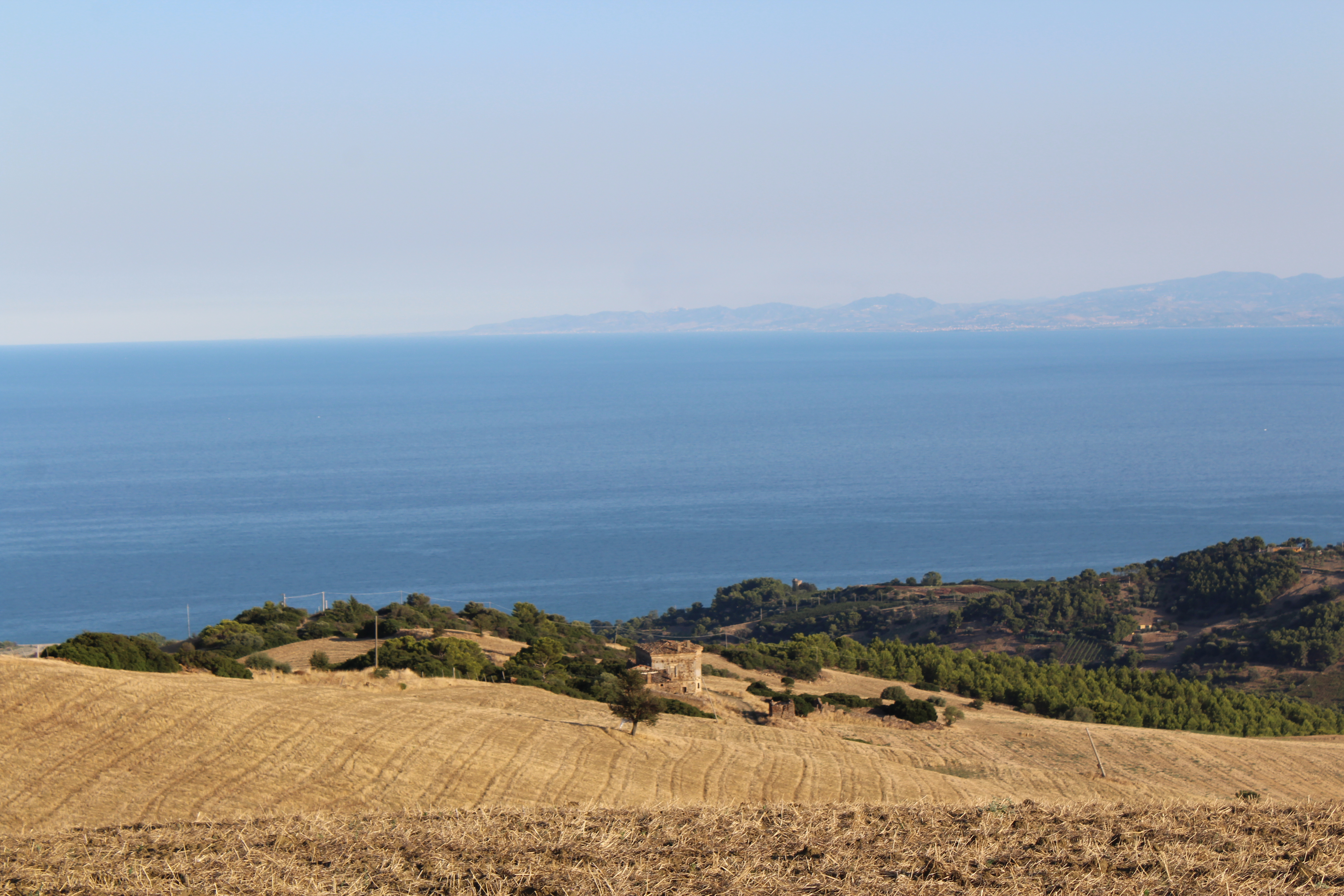
Veduta della Torre di Albidona dal pianoro di Maristella, uno degli storici demani appartenenti alla famiglia Chidichimo, proprietaria della Torre dalla seconda metà dell'800.
Sullo sfondo, il golfo di Corigliano.

La Torre sormonta l'esteso Piano degli Schiavi (in dialetto albidonese, 'u Chiànë i Sc-càvë), detto così molto probabilmente per via dei prigionieri assaliti dai pirati e trascinati dalla torre verso il mare.
Dal 1763 al 1774, infatti, il Tribunale della Regia Camera di Napoli fu coinvolto per risolvere una lunga questione relativa alla richiesta di aiuto da parte del Comune di Albidona ai paesi limitrofi arbëreshë Plataci e Castroregio, i quali si servivano della stessa torretta di avvistamento per difendersi dalle incursioni dei Saraceni, e avrebbero quindi dovuto corrispondere una somma per contribuire a sostenere le spese di mantenimento delle sentinelle e dei cavallari, oltre che per l'acquisto delle munizioni. I due feudi si difesero sostenendo di dipendere rispettivamente dai baronati di Cerchiara e Oriolo, ai quali versavano il tributo di circa 50 ducati annui. La Corte, pertanto, impose a questi ultimi di versare 37 ducati annui e, in aggiunta, gli arretrati mai versati per il mantenimento della torre.
Successivamente, la Torre di Albidona divenne "posto doganale" per i passaggi sul litorale jonico.
Nel 1827, durante il presidio del cavallaro Pasquale Oriolo, il brigadiere doganale Giuseppe Ferraresse, appena trentacinquenne, morì colpito da un fulmine.

### I restauri
Nella seconda metà dell’800, la torre passò alla famiglia Chidichimo, che la acquistò insieme ai terreni circostanti e alla masseria, che oggi è un rinomato agriturismo.
Il primo restauro è stato intrapreso tra il 1964 e '66 dalla famiglia Chidichimo, che nel primo ventennio del XX secolo la acquistò, insieme ai terreni circostanti e alle abitazioni rurali, da altri componenti della stessa famiglia, del ramo di Cassano. Nel 1981 il restauro è stato completato da artigiani locali, che hanno ripristinato la scala e il ponte levatoio ormai distrutti.

## Il mito di Leucotea
L'area costiera posta al di sotto della Torre, unico punto di contatto del territorio albidonese con il mare, ha radici legate anche alla mitologia greca, con la leggenda della ninfa Leucotea.
Ne parla Rinaldo Chidichimo, che ripercorre il mito omerico di Ulisse, il quale, tra le sue vicissitudini vissute al ritorno verso Itaca, incontra la dea Calipso, sull'isola di Ogigia (che leggenda vuole collocata proprio a qualche miglio dalla battigia albidonese, nei pressi della Secca o Banco di Amendolara).
Poco lontano, invece, si trovava Leucotea (o Ino), la bellissima fanciulla che fu fatta precipitare da Giove in mare, poiché era resistente alle sue tentazioni, e per intercessione di Giunone (cui era devota), fu resa divina e trasformata in una bellissima fontana. Di tanto in tanto, infatti, secondo la leggenda, la dea si affaccia in superficie, generando un grande vortice, che alcune antiche carte geografiche indicano come Vortice di Alba Domna o di Albidona.
Lo stesso vortice, secondo quanto narra lo storico Eliano, sarebbe stato responsabile dell'affondamento di 300 navi della flotta inviata nel 377 a.C. da Dionigi il Vecchio, tiranno di Siracusa, per sconfiggere la città di Thurii.
Leucotea, infatti, in greco significa proprio "dea bianca". Da qui si può presupporre anche una ulteriore etimologia del toponimo Albidona, derivante proprio dal latino alba domna (cioè "signora bianca"), derivante a sua volta da Leucotea (cioè "dea bianca").